# Жерве, Борис Борисович
Борис Борисович Жерве (1 [13] августа 1878, Каменец-Подольский — 27 октября 1934, Москва) — российский военный теоретик и историк. Профессор. Капитан 1-го ранга (1917).

## Биография
В 1898 году закончил Морской корпус с производством в чин мичмана, в 1901 году — Минный офицерский класс, в 1913 году — Николаевскую Морскую академию.
Во время Русско-японской войны в должности минного офицера крейсера «Громобой» участвовал в боевых походах Владивостокского отряда крейсеров и в бою в Корейском проливе. За отличие был награждён орденами Св. Владимира 4-й степени с мечами и бантом, Св. Станислава 3-й степени с мечами и бантом, Св. Анны 4-й степени с надписью «За храбрость».
После возвращения с Дальнего Востока занимал в 1906 году должности флагманского минного офицера штаба командующего Практическим отрядом обороны побережья Балтийского моря и в 1907—1908 годах — флагманского минного офицера штаба командующего Минной дивизии Балтийского моря. В 1910 году исправлял должность старшего офицера крейсера «Россия». 6 декабря 1912 года произведен в чин капитана 2-го ранга. В 1913—1915 годах служил на канонерской лодке «Бирилев».
Во время Первой мировой войны принимал участие в военных действиях на Чёрном море, командуя эскадренными миноносцами «Капитан-лейтенант Баранов» и «Поспешный» (1915-1916). 6 апреля 1916 года назначен начальником строевого отделения Приморского фронта штаба морской крепости Императора Петра Великого. 6 декабря 1916 года произведен в чин капитана 1-го ранга. 22 марта 1917 году назначен исправляющим должность начальника артиллерии и обороны Приморского фронта Морской крепости Императора Петра Великого (т. е. начальником береговой обороны Финского залива).
Во время Октябрьской революции 1917 года перешёл на сторону советской власти.
С 1918 года — преподаватель, начальник кафедры стратегии, а в 1919—1921 и в 1928—1931 годах — начальник Военно-морской академии.  Возглавлял Военно-морское научное общество, был одним из редакторов "Морского сборника" В 1927 году присвоено учёное звание профессора. В 1930 году по сфабрикованному обвинению арестован, но вскоре освобожден..
В 1931—1934 годах — руководитель кафедры в Военно-политической и Военно-инженерной академиях.
Умер в 1934 году. Похоронен на Введенском кладбище (23 уч.).

## Труды
Труды Жерве по теории и истории военно-морского искусства имели значительное влияние на развитие советской военно-теоретической мысли.
Основные труды:
- «Германия и её морская сила» (Санкт-Петербург, 1914).
- «Значение морской силы для государства» (Петроград, 1921).
- «Морская стратегия Наполеона» (Петроград, 1922).
- «Десантная операция» (Ленинград, 1931).
- «Основы военно-морской стратегии» в книге «Вопросы стратегии и оперативного искусства в советских военных трудах (1917—1940)» (Москва, 1965).